# The Heart of a Magdalene
The Heart of a Magdalene è un cortometraggio muto del 1914 diretto da Lloyd Ingraham che aveva come interpreti Edna Maison, Bert Hadle, Joe King, Beatrice Van. Sceneggiato da Ruth Ann Baldwin, il film - di genere drammatico - fu prodotto da Pat Powers per la sua casa di produzione.

## Trama
Il vescovo mette in palio un premio di diecimila dollari per il miglior dipinto di una Madonna. Leon Hewitt, un giovane pittore, decide di concorrere, ma il suo quadro che ha come modella Marie Horton, una signora della buona società innamorata di lui, non riesce a convincerlo e, pieno di rabbia, lo distrugge. Poi, con gli amici, si reca in un locale. Lì vede la sua modella perfetta: si tratta di Mlle. Clarine Caldee e, sebbene si tratti di una donna poco rispettabile, lui decide che deve essere lei a posare per il ritratto della Madonna. Le sue parole fanno ridere gli altri avventori, ma inaspettatamente, Clarine accetta. Quando si reca all'atelier, tutta fronzoli, lui la fa cambiare e le mette tra le braccia il bambino della padrona di casa. Clarine, poco a poco, cambia atteggiamento e diventa malleabile ai desideri di Leon. Finito il quadro, si festeggia la vincita del premio ma Clarine non è stata neanche invitata. Furibonda, la donna si reca nello studio con un coltello con il quale vuole deturpare il quadro, ma, quando vi si trova davanti, non ha il coraggio di colpire quello che è il suo volto che la guarda come se lei si riflettesse in uno specchio. Giunge il pittore, reduce della festa appena finita e che non è riuscita a scaldargli il cuore. Vede la scena e si arrabbia con Clarine. Lei, supplicandolo, gli chiede se lui - che le ha cambiato la vita - adesso avrà cuore di rimandarla da dove è venuta. Leon, guardando il volto di Clarine e poi quello del dipinto, si rende conto di ciò che significhi per lui e di come invece gli sia apparsa vuota l'allegra festa appena conclusa. Solleva la donna da terra e la prende tra le braccia.

## Produzione
Il film fu prodotto dalla Powers Picture Plays.

## Distribuzione
Distribuito dalla Universal Film Manufacturing Company, il film - un cortometraggio in due bobine - uscì nelle sale statunitensi il 4 dicembre 1914.